# Square Émile-Zola
Le square Émile-Zola est une voie du 15e arrondissement de Paris, en France.

## Situation et accès
Le square Émile-Zola est situé dans le 15e arrondissement de Paris. Il débute au 87 bis, avenue Émile-Zola et se termine en impasse.

## Origine du nom

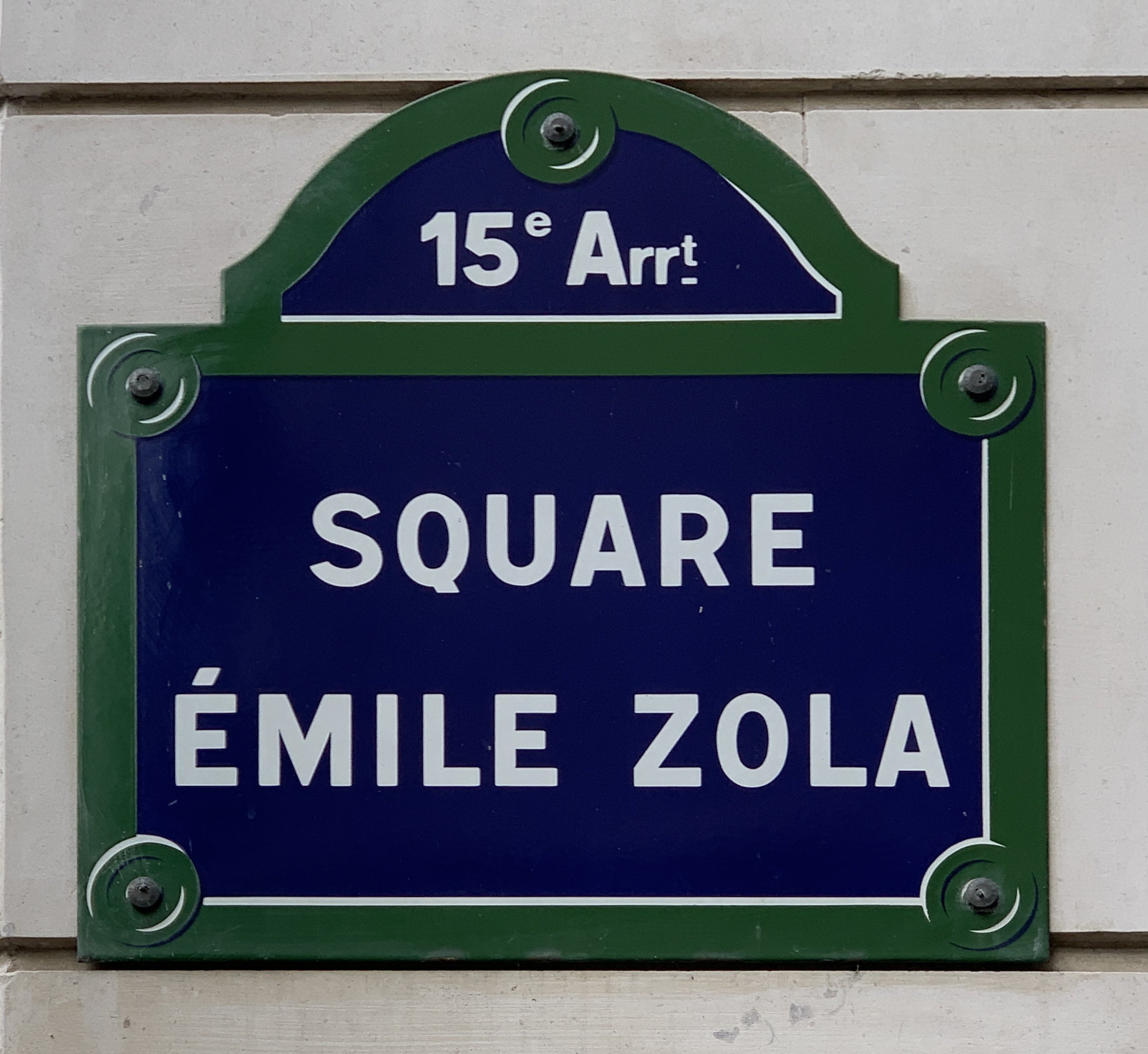
Plaque du square.

Il porte le nom de l'écrivain français Émile Zola, né à Paris le 2 avril 1840 et décédé à Paris le 29 septembre 1902.

## Historique
Le square est créé et prend sa dénomination actuelle en 1927. 